# Herbita asinana
Herbita asinana är en fjärilsart som beskrevs av Louis Beethoven Prout 1910. Herbita asinana ingår i släktet Herbita och familjen mätare. Inga underarter finns listade i Catalogue of Life.